# Der Kampf des Donald Westhof
Der Kampf des Donald Westhof ist ein deutsches Stummfilm-Justizdrama aus dem Jahre 1927 von Fritz Wendhausen mit Imre Ráday, Karin Evans und Oskar Homolka in den Hauptrollen. Dem Film lag ein Roman von Felix Hollaender zugrunde.

## Handlung
Der junge Donald Westhof, dessen Vater, ein Professor, ihm stets mit Kälte und Distanz begegnet ist, beschließt, nach dem Tode seiner Mutter und der Erkenntnis, dass der Vater nicht sein Erzeuger ist, nach Berlin zu gehen. Hier findet er Unterschlupf bei seiner Tante Thea Lessing, die mit einem Justizrat verheiratet ist. Der schwer verschuldete Mann erweist sich als Spieler und Despot, der seine Frau unterdrückt und in den eigenen vier Wänden illegales Glücksspiel betreibt. Erst bei einer Razzia erkennt Donald, wo er hineingeraten ist. Lange hält es Donald hier nicht aus, und er beschließt, der Sekretär eines Schiebers, einem gewissen Kußmaul, zu werden. Lessing schuldet Kußmaul eine Menge Geld, und der erweist sich als Kredithai. Bald verliebt dieser sich in die Gastwirtstochter Bertha Spieß, die aber wiederum ein Auge auf Donald geworfen hat. Westhof lässt sich auf eine Affäre mit Bertha ein und vergisst darüber seine Jugendliebe Olga Wolgast.
Olga ist ebenfalls nach Berlin gegangen und hat dort eine Anstellung als Stenotypistin gefunden. Sie will ihren Donald nicht verlieren, doch hat sich dieser nun vollkommen auf die verführerische Bertha eingelassen. Nach dem Willen von Berthas Eltern, einem Gastwirtsehepaar, soll Bertha Kußmaul heiraten, weil dieser gut betucht ist und in Zukunft für das Mädchen sorgen könne. Bertha willigt nolens volens ein. Derweil versucht Donald unmittelbar vor dem Hochzeitstag zum letzten Mal, seine Geliebte von diesem ultimativen Schritt abzuhalten. Er will unbedingt die Trauung verhindern, ohne gegenüber Kußmaul handgreiflich zu werden. Doch am Tag der Hochzeit lässt sich eine Schlägerei nicht mehr vermeiden. Hierbei schlägt Donald Westhof seinen Rivalen Kußmaul hart nieder, sodass der junge Westhof annehmen muss, er habe Kußmaul umgebracht. Daraufhin kommt es zu einer Gerichtsverhandlung, denn Kußmaul wurde erwürgt aufgefunden.
Westhof verhält sich vor Gericht wie ein Lamm, das zur Schlachtbank geführt wird. Er widerruft nicht sein Geständnis, er verteidigt sich nicht. Plötzlich betritt Olga Wolgast den Gerichtssaal und will eine Aussage machen: sie hatte am Tage des mutmaßlichen Mordes aus Kußmauls Haus einen fremden Mann an ihr vorbeieilen sehen. Der Mann befindet sich sogar im Gerichtssaal, und Olga zeigt mit dem Finger auf ihn: es ist Donalds Onkel, der Justizrat Lessing, der hierher kam, um eine Aussage zu tätigen. Der bullige Jurist gesteht sofort. Er hatte den von Donald k. o. geschlagenen Kußmaul am Boden liegend aufgefunden, für tot gehalten und wollte diesem anschließend den Schuldschein aus der Brieftasche ziehen. Doch Kußmaul wachte dabei auf und wurde daraufhin von Lessing stranguliert. Donald Westhof hat es geschafft: Dank Olgas Hilfe wird er freigesprochen. Beide verlassen Hand in Hand das Gerichtsgebäude und beschließen, ihre gemeinsame Zukunft hier und jetzt zu beginnen.

## Produktionsnotizen
Der Kampf des Donald Westhof entstand im Februar und August 1927 in den UFA-Filmstudios und passierte die Filmzensur am 23. September 1927. Der Film maß eine Länge von 3079 Metern, verteilt auf sechs Akte. Ein Jugendverbot wurde erteilt. Die Uraufführung erfolgte am 29. September 1927 in Berlins UFA-Palast am Zoo.
Robert Neppach entwarf die Filmbauten. Die damals 20-jährige Karin Evans gab hier mit der weiblichen Hauptrolle der liebreizenden Olga ihr Filmdebüt.

## Kritik
In der Österreichischen Film-Zeitung hieß es: „Wendhausen hat eine Regie geführt, die schlechthin vorbildlich ist. Jede Szene weist ausgezeichnete Bilder auf, die Spannung das Tempo ständig steigernd und jede Figur blitzartig charakterisierend. Trefflich die Besetzung ... Der Film ist, im ganzen genommen, ein Spitzenprodukt des deutschen Films.“